# مأمون يوسف حامد
وزير الصحة الأسبق ورئيس الهلال الأحمر الأسبق بالسودان

## الدراسة والتخصص
ولد د.مامون يوسف حامد بالعيلفون، شرق الخرطوم في 4 أغسطس 1931 ودرس المراحل الاوليه بالعيلفون والوسطى بمدينة رفاعه ثم انتقل إلى مدرسة حنتوب الثانوية وكان من دفعته في هذه المدرسة العريقة كل من جعفر محمد نميري وحسن الترابي  ثم التحق بجامعة الخرطوم ليتخرج طبيبا  في عام 1958
حصل على الدكتوراة في الطب عام 1968م من جامعة الخرطوم وجامعة لندن، ودبلوم دراسات عليا في الصحة العامة من جامعة لندن عام 1963م، وله دبلوم في أمراض المناطق الحارة من جامعة لندن، ودبلوم صحة الطفل من جامعة جلاسقو. ثم عمل استاذا بجامعة الخرطوم  وتولى خلال مسيرته في الجامعة رئاسة  شعبة طب المجتمع كلية الطب جامعة الخرطوم حتى سنة1970 ثم رئيس المجلس الطبى السودانى 1988-1989

## اتجاهاته السياسية وتوزيره
تولى وزارة الصحة في حكومة الصادق المهدي في فبراير 1989 ولكن وقبل ان تكمل الحكومة شهرها الثاني اضطر السيد الصادق المهدي رئيس الوزراء آنذاك إلى حلها نتيجة الضغوط التي مارسها قادة القوات المسلحة من خلال مذكرة شهيرة تقدموا بها اليه في فبراير 1989 وكان د.مامون يوسف حامد ممثلا للجبهة الإسلامية القومية بزعامة حسن الترابي، حيث يعتبر أحد المؤسسين للتيار الإسلامي في السودان

## رئاسة الهلال الاحمر السوداني
في عام 1990 عُين رئيسا لجمعية الهلال الاحمر السودانى، وقضى في المنصب نحو عشر سنوات، أصبح خلالها أول عربى وأفريقى يتقلد منصب نائبا لرئيس الفيدرالية الدولية لجمعيات الصليب والهلال الاحمر  وشارك في الكثير من المؤتمرات الدولية للصليب الأحمر والهلال الأحمر والجمعيات العربية.
كما شارك في الهيئات العامة للاتحاد الدولي لجمعيات الهلال الأحمر والصليب الأحمر في أعوام 1991م في بودابست و1993م في برمنغهام وفي نوفمبر 1995م في جنيف بالإضافة إلى اجتماعات مجلس المندوبين واجتماعات المؤتمرات الدولية (1991 – 1995).
وايضا  شارك في اجتماعات منظمة الوحدة الأفريقية في أديس أبابا وداكار عام 1993م ممثلاً للاتحاد الدولي للصليب الأحمر والهلال الأحمر

## مؤلفاته
نشر د.مامون يوسف حامد خلال مسيرته المهنية الطويلة عددا كبيرا  من المنشورات في مجالات طب المجتمع وصحة الطفل والتثقيف الصحي كما أسس وترأس  الجمعية الطوعية لإنقاذ أفريقيا
نشر كتاب في مارس 2012 بعنوان (ذكريات على قارعة طريق التاريخ)

## ابنائه
له ثمانيه من الابناء.
- زهير استشاري طب اطفال المملكه العربيه السعوديه
- معتز استشاري امراض نساء وتوليد ، مدير مستشفي السودان .
- مهند استشاري امراض جلديه ، الامارات
- ياسر ، الولايات المتحده
- لؤي توفي في حرب السودان ، انس ، يوسف
- فيصل مهندس كمبيوتر،  كندا

## وفاته
توفي د.مامون يوسف حامد في السودان بتاريخ 16 أغسطس 2022 